# Parc national de Mayumba
 (février 2012).
Si vous disposez d'ouvrages ou d'articles de référence ou si vous connaissez des sites web de qualité traitant du thème abordé ici, merci de compléter l'article en donnant les références utiles à sa vérifiabilité et en les liant à la section « Notes et références ».
Le parc national de Mayumba est un parc national gabonais créé en 2002 dans le but de protéger la biodiversité marine située à la pointe sud-ouest du Gabon. C'est une fine bande de sable à l'extrémité méridionale du pays, entre Mayumba et la frontière avec le Congo. Le parc national de Mayumba abrite 60 km de plages et de végétation côtière servant de lieu de reproduction aux tortues luth, et s'étend sur 15 km vers la mer, protégeant un important habitat marin pour les dauphins, requins et autres baleines à bosse.

## Historique du parc
Le parc national de Mayumba a été créé en 2002 par le président du Gabon, Omar Bongo Ondimba, en même temps qu'un réseau de 13 parcs nationaux protégeant près de 11 % du territoire terrestre et maritime du pays. Le parc protège une surface approximative de 970 km2, et une bande de plage et de végétation côtière étroite de 1 km de large sur 60 km de long. La côte de Mayumba est caractérisée par de grandes plages de sable et des lagunes d'eau douce ou saumâtre.

## Faune du parc
Les plages accueillent une faune riche dont des varans, genettes, mangoustes, crabes de sable et oiseaux côtiers.
On rencontre fréquemment des buffles, des éléphants et autres animaux forestiers sur les plages et parmi la végétation dense des dunes qui borde la côte. Mandrills, gorilles, chimpanzés et autres primates habitent la mosaïque de forêt et  de savane derrière les dunes. Les lagunes, dont certaines s'étendent loin à l'intérieur des terres, mêlées d'îles, canaux et rivières, sont des écosystèmes productifs, source d'une faune et une flore riches, profitant des grandes mangroves, forêts inondées et marécages. On y trouve des hippopotames et des crocodiles, ainsi que des lamantins. Les mangroves constituent un habitat capital pour le développement d'une large gamme d'espèces de poissons et sont importantes pour plusieurs espèces d'oiseaux.